# Стародевичье (Мордовия)
Стародевичье — село, центр сельской администрации в Ельниковском районе Мордовии.

## География
Расположено на реке Мокше, в 7 км от районного центра и 80 км от железнодорожной станции Ковылкино.

## История
Первоначальное название «Девичье», после выделения из него села Новодевичье Новодевичье стало именоваться «С.». Существовало также название «Девичий Рукав»: возможно, связано с основанием села на месте протоки из главного русла, по форме напоминающей рукав; определение «девичий» указывает на то, что населённый пункт принадлежал Переславль-Рязанскому Троицкому женскому монастырю. Стародевичье упоминается в документах с 1617: 254 двора (252 души муж. пола); 2/3 села принадлежало князю И. М. Катырёву-Ростовскому, остальная часть — братьям Нагим; действовали церкви Покрова Пресвятой Богородицы и Николая Чудотворца; достопримечательностью была ярмарка, проходившая по субботам на территории поместья Нагих, с конца 18 в. стала одним из торговых центров Краснослободского уезда. В «Списке населённых мест Пензенской губернии» (1869) Стародевичье — село казённое и владельческое из 192 дворов (1256 чел.); имелся кожевенный завод. По данным 1913, в селе Стародевичье было 483 двора (2731 чел.); земская школа, 7 ветряных мельниц, 2 кузницы, винная и пивная лавки, 4 торговых заведения. После Октябрьской революции в строительстве новой жизни на селе участвовал член ВЦИКа И. И. Голенков. Крестьяне захватили земли помещицы Кондаковой. В 1930-е гг. образован колхоз им. Ильича, с 1997 — СХПК; действуют молочный и крахмальный заводы. В современном селе Стародевичье — средняя школа, библиотека, ДК, детсад, больница. Возле села Стародевичье — 3 поселения разных эпох (от неолита до средневековья), городище раннего периода железного века и средних веков, могильник мордвы-мокши.

## Население
| 2002 | 2010 |
| ---- | ---- |
| 844  | ↘758 |

Национальный состав
Согласно результатам Всероссийской переписи населения 2002 года, в национальной структуре населения русские составляли 85 %.

## Источник
- Энциклопедия Мордовия, С. В. Першин, Т. А. Першина.